# クリシン
クリシン(Chrysin)は、フラボンの1つで、トケイソウやチャボトケイソウ、ソリザヤノキで見られる。ヒラタケやハチの巣にも含まれる。

## アロマターゼ阻害
高濃度では、in vitroでアロマターゼ阻害剤の作用を示したと報告されている。しかしin vivoの研究では、経口摂取したクリシンはアロマターゼ阻害活性を持たないことが示された。
クリシンは、テストステロン濃度を向上させたり、テストステロン生産を刺激することを期待して、プロテインサプリメントに加えられる。しかし、このような効果を持つという根拠はない。
研究結果は、動物でもヒトでもエストロゲン濃度への効果は持たないことを示している。初期の証拠は、1980年代初頭のin vitroでの研究で報告されている。その後の実験により、細胞膜のためにクリシンは細胞中に侵入できず、器官のエストロゲン濃度には全く効果を持てないと結論付られた。
in vivoでの実験は、クリシンがエストロゲン濃度に全く効果を持たないという観測結果を支持したが、 特に甲状腺機能等、身体に有害な効果を持つ可能性は残った。例えば、経口または注射でクリシンを4つのグループのマウスに30日間与える実験で、血清中のエストロゲン濃度にクリシンが及ぼす影響が調べられた。その結果は、クリシンがエストロゲン濃度に対して効果を持たないことを示していた。さらに、クリシンを与えたマウスは、恐らくは甲状腺機能がクリシンによって阻害されたために、かなり太った。ラットを用いた別の研究では、食餌から摂取するよりもかなり多い、体重1kgあたり50mgのクリシンが投与されたが、恐らくは吸収の悪さと生理活性の弱さのため、アロマターゼ阻害効果は見られなかった。

## 薬力学
- 400mg経口投与後の血清中最大クリシン濃度 = 3-16 ng/ml[19]
- AUC = 5-193 ng・ml/h[19]
- 血清中のクリシン硫酸濃度は30倍（AUC 450-4220 ng・ml/h）[19]
- 排出：尿中の最大濃度 = 0.2-3.1mg、ほとんどは糞として排出される[19]。

## 抗炎症
in vitroでの実験で、クリシンはインターロイキン-6のシグナリングによって、COX-2発現を阻害することによって、抗炎症作用を持つことが示された。

## 抗不安
1997年のネズミの実験で、クリシン注射は、ジアゼパムに似た投与量依存性の抗不安効果が見られた。ただしジアゼパムと異なり、クリシンを注射されたラットの訓練や試験の成績は大きく落ちなかった。著者は、クリシンでは、ベンゾジアゼピン系の薬剤で常に起こるような認識障害がないと主張した。しかし、クリシンの経口生理活性はかなり低い。

## 毒性
クリシンは細胞毒性があり、非常に低濃度でマスの幹細胞株のDNA合成を阻害した。